# Atletica leggera ai Giochi della XXXII Olimpiade - Staffetta 4×100 metri femminile

Video ufficiale della Finale

La staffetta 4×100 metri femminile dei Giochi della XXXII Olimpiade si è svolta il 5 e 6 agosto 2021 presso lo Stadio nazionale di Tokyo.
Ha vinto la Giamaica con il tempo di 41"02, record nazionale e terza prestazione mondiale di tutti i tempi. In batteria sono stati battuti i record nazionali di Gran Bretagna, Italia, Ecuador, Svizzera e Danimarca.

## Presenze ed assenze delle campionesse in carica
| Competizione            | Atleta        | Prestazione |           |
| ----------------------- | ------------- | ----------- | --------- |
| Olimpiadi 2016          | Stati Uniti   | 41”01       | Presenti  |
| Commonwealth 2018       | Inghilterra   | 42”46       | [ E 1 ]   |
| Europei 2018            | Gran Bretagna | 41”88       | Presente  |
| Asiatici 2018           | Bahrein       | 42”73       | Non qual. |
| Panamericani 2019       | Brasile       | 43”04       | Presente  |
| Africani 2019           | Nigeria       | 44”16       | Presente  |
| Mondiali staffette 2019 | Stati Uniti   | 43”27       | Presenti  |
| Mondiali 2019           | Giamaica      | 41”44       | Presente  |
|                         |               |             |           |
| Mondiali junior 2016    | Stati Uniti   | 43”69       | Presenti  |

1. ↑  Ai Giochi partecipa come nazione la Gran Bretagna, di cui l'Inghilterra è parte.

1. ↑  La squadra è composta da atlete nate tutte in Nigeria.

## Programma
Gli orari sono in Japan Standard Time (UTC+9)
| Data                     | Ora   | Evento   |
| ------------------------ | ----- | -------- |
| Mercoledì, 5 agosto 2021 | 9:00  | Gruppo 1 |
| Venerdì, 6 agosto 2021   | 19:50 | Finale   |

## Risultati

### Batterie
Regola di qualificazione: le prime tre nazionali di ogni batteria (Q) e i due migliori tempi degli esclusi (q) hanno avuto accesso alla finale.

#### Gruppo 1
| Class | Corsia | Nazione       | Atleti                                                               | Reazione | Tempo | Note                                     |
| ----- | ------ | ------------- | -------------------------------------------------------------------- | -------- | ----- | ---------------------------------------- |
| 1     | 5      | Gran Bretagna | Asha Philip, Imani Lansiquot, Dina Asher-Smith, Daryll Neita         | .132     | 41"55 | Q                                        |
| 2     | 4      | Stati Uniti   | Javianne Oliver, Teahna Daniels, English Gardner, Aleia Hobbs        | .140     | 41"90 | Q                                        |
| 3     | 6      | Giamaica      | Briana Williams, Natasha Morrison, Remona Burchell, Shericka Jackson | .180     | 42"15 | Q                                        |
| 4     | 3      | Francia       | Carolle Zahi, Orlann Ombissa-Dzangue, Gémima Joseph, Cynthia Leduc   | .156     | 42"68 | q                                        |
| 5     | 2      | Paesi Bassi   | Nadine Visser, Dafne Schippers, Marije van Hunenstijn, Naomi Sedney  | .151     | 42"81 | q                                        |
| 6     | 9      | Italia        | Irene Siragusa, Gloria Hooper, Anna Bongiorni, Vittoria Fontana      | .143     | 42"84 |                                          |
| 7     | 8      | Giappone      | Hanae Aoyama, Mei Kodama, Ami Saito, Remi Tsuruta                    | .145     | 43"44 | Miglior prestazione personale stagionale |
| 8     | 7      | Ecuador       | Marizol Landázuri, Anahí Suárez, Yuliana Angulo, Ángela Tenorio      | .141     | 43"69 |                                          |

#### Gruppo 2
| Class | Corsia | Nazione           | Atleti                                                                           | Reazione | Tempo | Note                                     |
| ----- | ------ | ----------------- | -------------------------------------------------------------------------------- | -------- | ----- | ---------------------------------------- |
| 1     | 7      | Germania          | Rebekka Haase, Alexandra Burghardt, Tatjana Pinto, Gina Lückenkemper             | .216     | 42"00 | Q                                        |
| 2     | 6      | Svizzera          | Riccarda Dietsche, Ajla del Ponte, Mujinga Kambundji, Salome Kora                | .166     | 42"05 | Q                                        |
| 3     | 3      | Cina              | Liang Xiaojing, Ge Manqi, Huang Guifen, Wei Yongli                               | .137     | 42"82 | Q                                        |
| 4     | 8      | Polonia           | Marika Popowicz-Drapała, Klaudia Adamek, Paulina Paluch, Pia Skrzyszowska        | .156     | 43"09 | Miglior prestazione personale stagionale |
| 5     | 2      | Brasile           | Bruna Jessica Farias, Ana Cláudia Lemos, Vitória Cristina Rosa, Rosângela Santos | .128     | 43"15 | Miglior prestazione personale stagionale |
| 6     | 4      | Nigeria           | Oluwatobiloba Amusan, Nzubechi Grace Nwokocha, Patience Okon George, Ese Brume   | .164     | 43"25 |                                          |
| 7     | 5      | Danimarca         | Mathilde Kramer, Astrid Glenner-Frandsen, Emma Beiter Bomme, Ida Karstoft        | .157     | 43"51 |                                          |
| 8     | 9      | Trinidad e Tobago | Khalifa St. Fort, Michelle-Lee Ahye, Kai Selvon, Kelly-Ann Baptiste              | .196     | 43"62 | Miglior prestazione personale stagionale |

### Finale
| Class   | Corsia | Nazione       | Atleti                                                                            | Reazione | Tempo | Note                                     |
| ------- | ------ | ------------- | --------------------------------------------------------------------------------- | -------- | ----- | ---------------------------------------- |
| Oro     | 8      | Giamaica      | Briana Williams, Elaine Thompson-Herah, Shelly-Ann Fraser-Pryce, Shericka Jackson | .188     | 41"02 |                                          |
| Argento | 6      | Stati Uniti   | Javianne Oliver, Teahna Daniels, Jenna Prandini, Gabrielle Thomas                 | .132     | 41"45 | Miglior prestazione personale stagionale |
| Bronzo  | 5      | Gran Bretagna | Asha Philip, Imani Lansiquot, Dina Asher-Smith, Daryll Neita                      | .121     | 41"88 |                                          |
| 4       | 7      | Svizzera      | Riccarda Dietsche, Ajla del Ponte, Mujinga Kambundji, Salome Kora                 | .166     | 42"08 |                                          |
| 5       | 4      | Germania      | Rebekka Haase, Alexandra Burghardt, Tatjana Pinto, Gina Lückenkemper              | .196     | 42"12 |                                          |
| 6       | 9      | Cina          | Liang Xiaojing, Ge Manqi, Huang Guifen, Wei Yongli                                | .160     | 42"71 | Miglior prestazione personale stagionale |
| 7       | 3      | Francia       | Carolle Zahi, Orlann Ombissa-Dzangue, Gémima Joseph, Cynthia Leduc                | .146     | 42"89 |                                          |
|         | 2      | Paesi Bassi   | Nadine Visser, Dafne Schippers, Marije van Hunenstijn, Naomi Sedney               | .148     | dnf   |                                          |